# Campbell Hill (Illinois)
Campbell Hill – wieś w Stanach Zjednoczonych, w stanie Illinois, w hrabstwie Jackson.